# Death Valley: The Revenge of Bloody Bill
Pour plus de détails, voir Fiche technique et Distribution.
Death Valley: The Revenge of Bloody Bill est un film de zombies et slasher sorti en 2004. Contrairement à beaucoup d’efforts ultérieurs de The Asylum, ce film n’est pas un mockbuster. Le film suit un groupe de personnes essayant de survivre alors qu’elles sont bloquées dans Sunset Valley, une ville fantôme du désert, habitée par l’esprit meurtrier du criminel de guerre confédéré William T. Anderson et par sa horde de zombies.

## Synopsis
Darrell, un trafiquant de cocaïne, entraîne un flic dans une poursuite à travers le désert. Le flic le suit jusqu’à ce que Darrell jette par la fenêtre sa brique de cocaïne, qui éclate sur le pare-brise de son poursuivant. La voiture de Darrel tombe en panne et il est forcé de marcher. Il tombe sur Sunset Valley (population : 99), une ville fantôme qui se matérialise soudainement de nulle part. Il s’arrête dans le saloon et est attaqué par un barman zombie. Courant dehors, il trouve la ville peuplée de zombies qui le poursuivent jusqu’à ce qu’il rencontre « Bloody Bill », qui lui arrache la gorge.
Une équipe de débat composée de Gwen, Mandy, Sondra, Buck, Jerry et leur entraîneur Avery se rendent au tournoi de Phoenix lorsqu’ils sont détournés par Earl, le « partenaire commercial » de Darrell. Il est à la recherche de Darrell et tient tout le monde dans la camionnette sous la menace d’une arme jusqu’à ce qu’ils arrivent à Sunset Valley. Le panneau indiquant la population y est maintenant à 100. Ils fouillent les bâtiments vides lorsqu’un Darrell mort-vivant apparaît et avertit Earl que « Bloody Bill » arrive, avant qu’il ne se zombifie complètement et attaque Jerry avant d’être abattu par Earl. Bill et ses zombies descendent sur la ville et Sondra s’enfuit d’elle-même, rencontrant une jeune fille zombie. Elle suit la jeune fille dans une maison où plusieurs zombies mangent des parties de corps humain. Elle tente de s’échapper mais est attaquée et mangée. Le panneau de population indique 101.
Les autres se réfugient dans une maison et Jerry leur raconte la légende de « Bloody Bill » Anderson : c’était un criminel de guerre confédéré fuyant l’Union. Il a été brutalement exécuté par les habitants de Sunset Valley pour ses crimes, mais pas avant que Bill n’ait pu conclure avec le diable un pacte lui conférant des pouvoirs surnaturels. Ils entendent le cri de Sondra à l’extérieur et, en cherchant, trouvent son corps mutilé. Buck panique et s’enfuit seul. Avery se bat contre Earl, lui arrachant son pistolet lorsque les zombies les attaquent, les forçant à combattre ensemble. Mandy, Gwen et Jerry sont séparés et partent seuls. Buck tourne en rond. Toutes les directions qu’il prend le font retourner à Sunset Valley. Il rencontre Sandra et d’autres zombies avec Bill, qui s’approche et écrase son crâne à mains nues. Le chiffre de la population augmente à 102.
Mandy, Gwen et Jerry se réfugient dans une autre maison où ils trouvent une photo de Mary Anderson (qui ressemble de manière frappante à Gwen), avec une note à Bill au dos. Jerry explique que Mary était la sœur cadette de Bill. Elle a été pendue par les habitants de Sunset Valley en raison de ses liens familiaux avec Bill, et celui-ci a riposté en attaquant la ville. Jerry commence à montrer des signes de délire et à succomber à sa morsure de zombie. Earl et Avery se joignent à eux et le groupe décide d’emmener Jerry à l’hôpital, mais Gwen s’inquiète pour Buck. Quand Avery ouvre la porte, « Bloody Bill » le poignarde avec son sabre et ses zombies envahissent la maison. Les quatre autres courent à l’étage et se barricadent dans une pièce avec des meubles lorsque Jerry se zombifie complètement et attaque Earl. Gwen tire sur Jerry. Earl, réalisant qu’il va se zombifier, propose de rester derrière pendant que les filles s’échappent. Il prend la dernière dose de sa cocaïne alors que les zombies franchissent la barricade. Il tire sur beaucoup d’eux avant de rencontrer Bill. Ce dernier commence à étouffer Earl, qui a une seule grenade avec lui et tire la goupille, la laissant tomber à leurs pieds. Elle se déclenche alors que Gwen et Mandy s’enfuient. Le panneau de la population indique inexplicablement 106, alors que seulement trois autres vies ont été prises (Avery, Jerry et Earl).
Mandy et Gwen sont apparemment confrontées à Earl, vêtu des vêtements de Bill. Il sort le sabre de Bill et poignarde Mandy alors que le visage découpé d’Earl tombe du visage de Bill. Bill poursuit Gwen qui court mais se retrouve toujours à retourner en ville. Les zombies la poursuivent jusqu’à l’église, où Bill garde un sanctuaire à Mary. C’est alors que Gwen a l’idée de se faire passer pour Mary, et elle est capable d’attraper le sabre de Bill tout en le serrant dans ses bras. Elle utilise le sabre pour décapiter Bill, tuant tous ses zombies dans le processus. Alors qu’elle s’en va, le panneau de population de la ville a une fois de plus, inexplicablement augmenté, maintenant à 107.

## Distribution
- Chelsea Jean : Gwen
- Jeremy Bouvet : « Bloody Bill » Anderson
- Denise Boutte : Mandy
- Matt Marraccini : Jerry
- Kandis Erickson : Sondra
- Gregory Bastien : Earl
- Scott Carson : Avery
- Steven Glinn : Buck
- Dean N. Arevalo : Darrell

## Production
Le film a un budget estimé à 750 000 $. C’était le premier film maison produit par The Asylum.